# إدارة الإعاقة الفكرية والتنموية الأمريكية
إن إدارة الإعاقة الفكرية والتنموية أو إدارة الإعاقات التنموية ( ADD ) هي الوكالة الفيدرالية الأمريكية المسؤولة عن تنفيذ وإدارة قانون الإعانات الإنمائية وقانون الحقوق لعام 2000 (قانون DD)  وأحكام الإعاقة في قانون مساعدة أميركا على التصويت . من الناحية التنظيمية ، تقع إدارة الإعاقة التنموية داخل وزارة الصحة والخدمات الإنسانية بالولايات المتحدة وهي جزء من إدارة الأطفال والأسر التابعة للوزارة.
تتمثل مهمتها في تحسين وزيادة الخدمات والتأكد من أن الأفراد ذوي الإعاقات التنموية لديهم فرص لاتخاذ قراراتهم بأنفسهم ، والمساهمة في المجتمع ، ودعمهم للعيش بشكل مستقل ، وخال من سوء المعاملة والإهمال والاستغلال المالي والجنسي ، وانتهاكات حقوقهم القانونية وحقوق الإنسان.

## روابط خارجية
- إضافة ورقة الحقائق
- DD ملخص القانون في توماس. LOC.gov
- AIDD: تاريخ قانون DD